# 让-安托万·华托
让-安托万·华托（法語：Jean-Antoine Watteau，法語發音：[ʒɑ̃ ɑ̃twan vato]；1684年10月10日—1721年7月18日）是法国洛可可时代代表画家。

《舟发西地岛》

## 生平
1709年，华托申请去罗马的奖学金，被学院拒绝。1712年他再次申请也被拒絕，但被学院接纳为成员。他用了5年的时间画一幅订作的“招待卷”，但最后完成时成为他的名作《向爱情岛出发》，后来许多评论家为画面描写的是到达还是离开西地岛争论不休。（爱情岛是传说中维纳斯的诞生地）。
虽然华托的画作中描画的都是华丽高雅的场景，但其中含有潜藏的忧郁气氛，感觉到生活的琐碎和无奈，在18世纪的画家中，他是最具有现代气息的。后来有许多画家模仿他的场景，但无法模仿到他的精神底蕴。
华托后期的作品才从田园牧歌的场景中走出来，到了世俗的城市，他的《吉尔桑的招牌》（L'Enseigne de Gersaint）描画了画廊商店的场景，表现了当时绘画成为商品的情况，但这幅画仍然充斥着戏剧化场面。

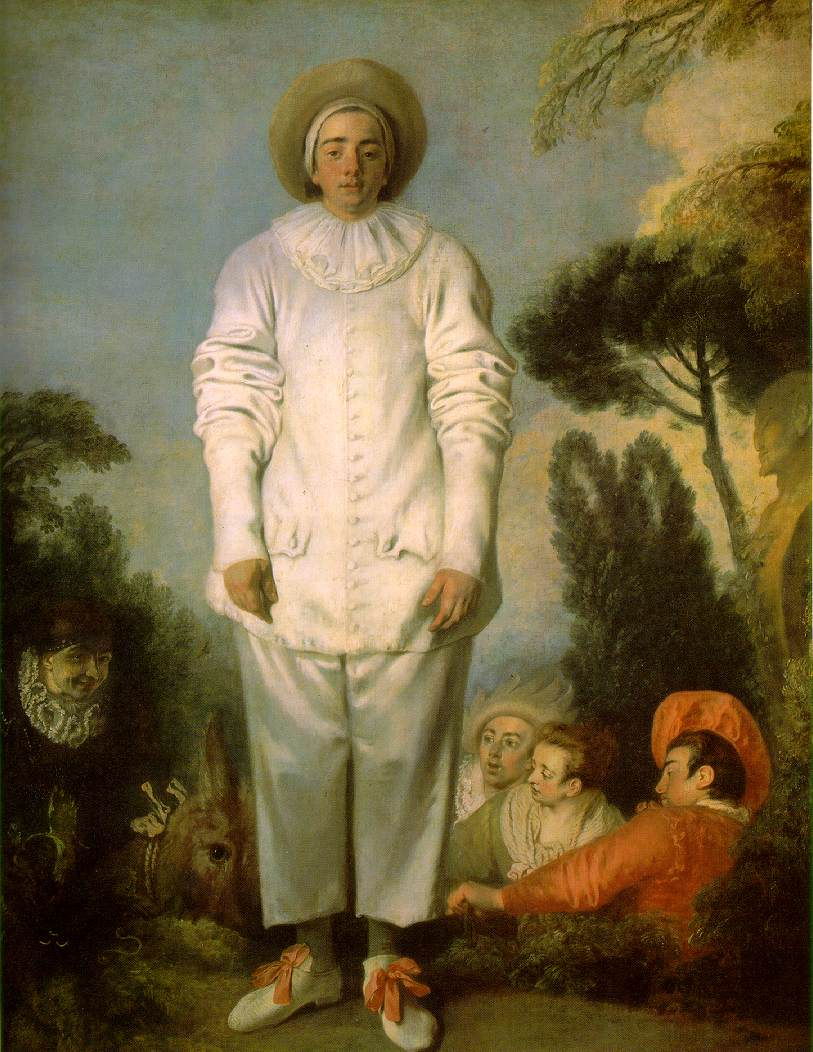
《小丑》

1720年，他身体状况不好，移居英国，希望那里的气候可能对身体有帮助，但健康状况每况愈下，他回国不久就在巴黎郊区逝世，年仅37岁死於肺病。
他画作中许多妇女穿着的像大布袋一样松散的长袍，被称为华托装。

## 评价
如果说后来布歇、弗拉戈纳尔等洛可可画家描画的是适应王室贵族需要的奢侈淫逸的场景，华托可是透过一个艺术家的眼看世界，他描画的是艺术和外部世界之间的矛盾，他的画作没有典型罗可可的那种任意幻想的华丽画面。他的作品《丑角吉爾》表现的就是一个在矛盾的世界中不知所措的小丑。